# Merga minuta
Merga minuta is een hydroïdpoliep uit de familie Pandeidae. De poliep komt uit het geslacht Merga. Merga minuta werd in 1991 voor het eerst wetenschappelijk beschreven door Xu, Huang & Chen. 